# Telicota ancilla
Telicota ancilla, bướm phi tiêu cọ tối, là một loài bướm ngày thuộc họ Bướm nhảy. Những loài này tạo thành một danh tính loài phức tạp và chính xác chỉ có thể được xác định bằng cách kiểm tra cơ quan sinh dục.
Ấu trùng ăn nhiều loại cỏ khác nhau, chẳng hạn như cỏ tranh, Paspalum urvillei và Sorghum halepense. Các thực vật chủ khác đã được ghi nhận bao gồm Ochlandra travancorica, Bambusa striata và Bambusa wamin.

## Phân loài
- Telicota ancilla ancilla (Herrich-Schäffer, 1869) – bướm phi tiêu lục (New South Wales và Queensland)
- Telicota ancilla baudina Evans, 1949 (Lãnh thổ phía Bắc và Tây Úc)
- Telicota ancilla horisha Evans, 1934 (miền nam Trung Quốc, miền bắc Việt Nam, Đài Loan)
- Telicota ancilla lanka (Sri Lanka)
- Telicota ancilla mamba (sông Mambare)
- Telicota ancilla minda Evans, 1934 (Philippines)
- Telicota ancilla santa Evans, 1934 (Philippines)
- Telicota ancilla volens (Timor)

## Hình ảnh

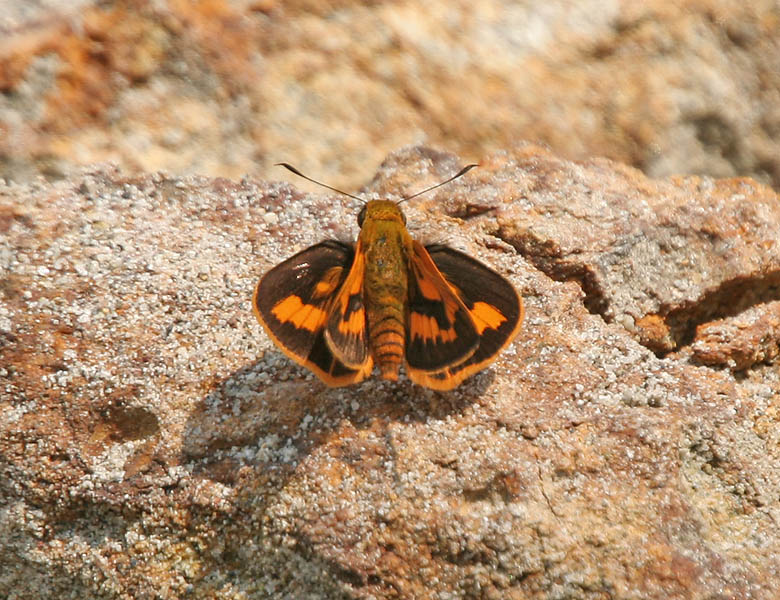
Tại Jayanti trong Khu bảo tồn Hổ Buxa ở quận Jalpaiguri của Tây Bengal, Ấn Độ.
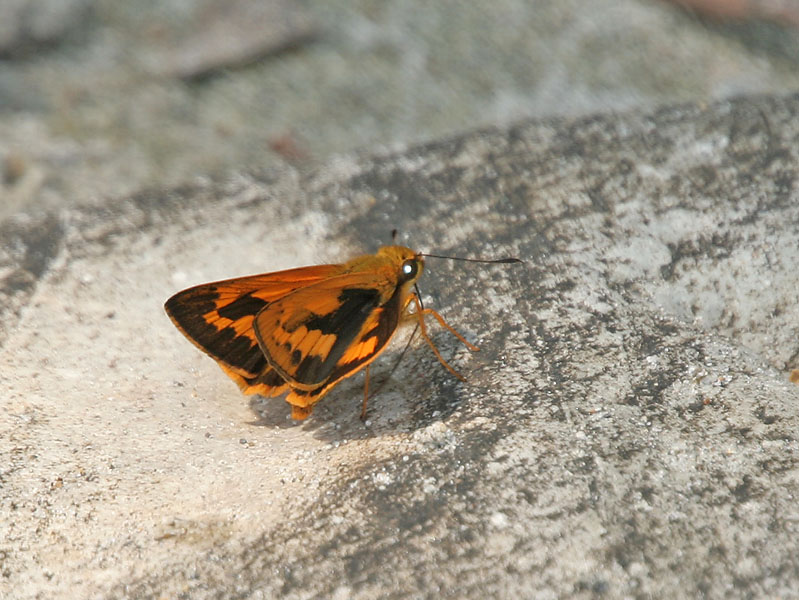
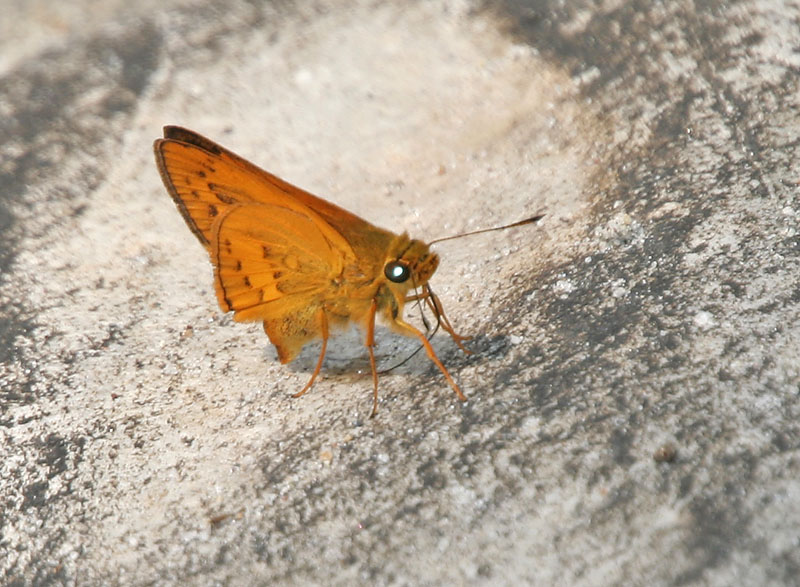
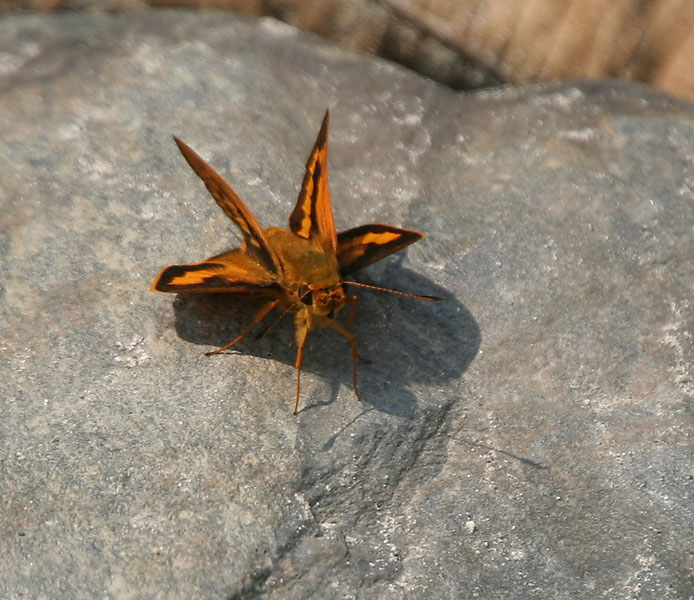
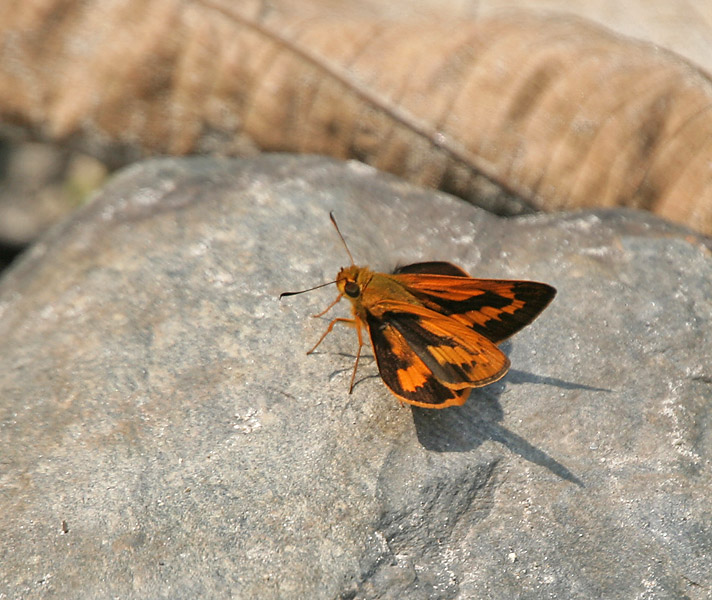
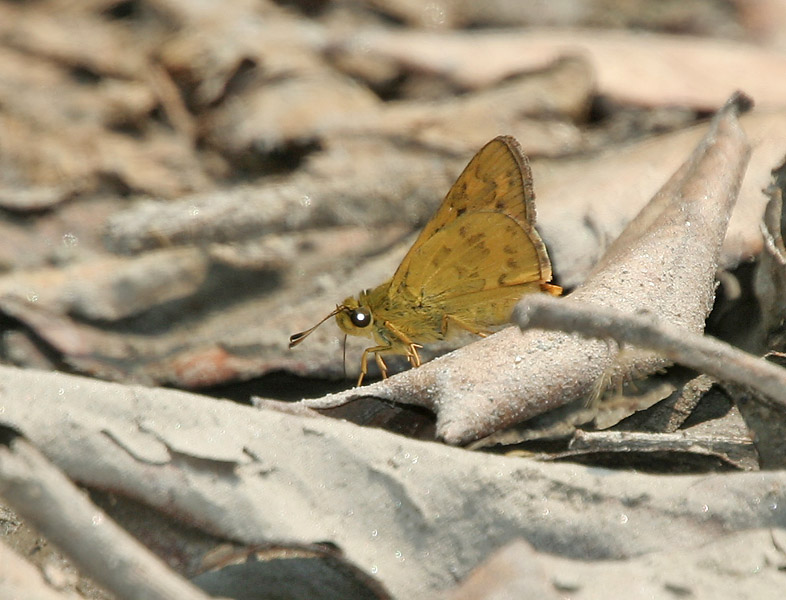
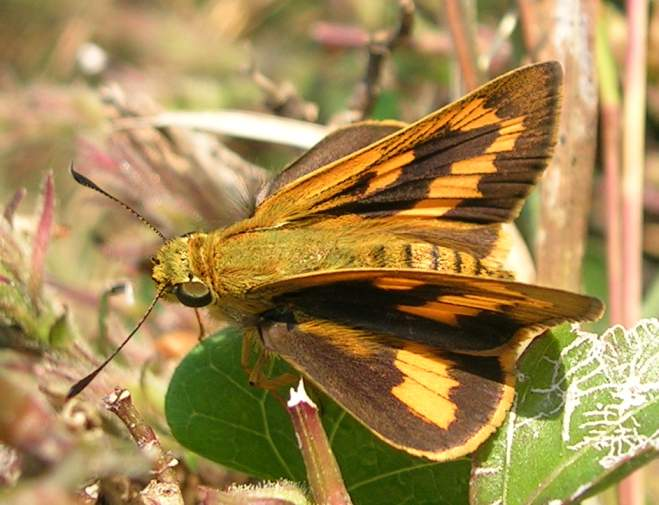
Từ Bandipur, Ấn Độ